# Shar Jackson

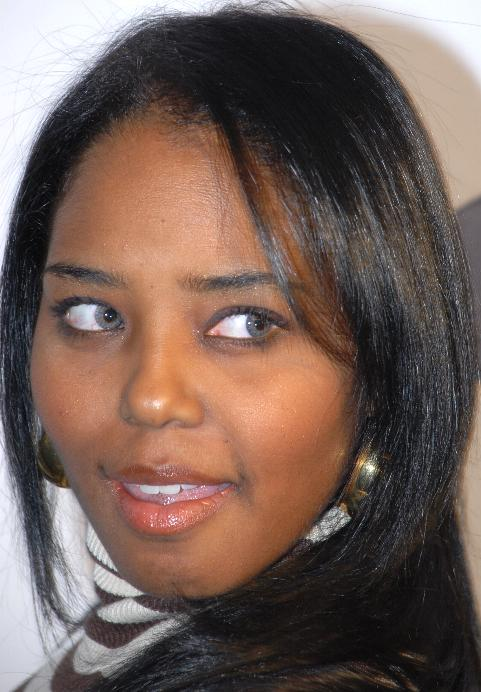
Shar Jackson

Sharisse „Shar“ Jackson (* 4. September 1976 in Boston, Massachusetts) ist eine US-amerikanische Schauspielerin und Rapperin. Bekannt ist sie für ihre Rolle in der Sitcom Moesha und als Ex-Freundin von Tänzer Kevin „K-Fed“ Federline.

## Leben
Seit Anfang der 1990er Jahre besetzte Jackson kleinere Rollen in den Fernsehserien Willkommen im Leben, Grand Avenue, South Central, Tall Hopes, Clueless – Die Chaos-Clique und Echt super, Mr. Cooper. Die Rolle der Niecy Jackson in der Serie Moesha unter anderem mit Brandy verhalf ihr zum Erfolg. Nach Ende der Sendung 2001 gelang es ihr in den Folgejahren unter anderem als Synchronsprecherin in Die Prouds, und der Kinoproduktion Family Reunion: The Movie mitzuwirken. Danach nahm der Erfolg extrem ab und nach 2003 schaffte es Jackson nicht mehr eine Rolle zu besetzen, bis der Vater ihrer Kinder Kevin Federline sie 2005 auf medienwirksame und kontroverse Weise für Pop-Sängerin Britney Spears verließ. Ihre ersten Fernsehauftritte seit 2003 absolvierte sie 2006 bei der Bernie Mac Show. Bis 2009 spielte sie Nebenrollen in fünf weiteren Kinofilmen und hatte einen Gastauftritt von 2008 in der Comedy-Serie Alle hassen Chris.
Neben ihrer schauspielerischen Tätigkeiten ist Jackson auch als Musikerin tätig. Ihre Girlgroup „Mpulz“ war im Jahre 2001 auf dem Soundtrack des Films Plötzlich Prinzessin vertreten.
2007 gewann sie den ersten Platz der MTV-Reality-Show Celebrity Rap Superstar, wo sie das Model Kendra Wilkinson im Finale besiegte. Jackson bestätigte daraufhin bei Total Request Live ihre erste Single „Let It Blow“. Ihr Debütalbum sollte im Jahr 2010 erscheinen und in Zusammenarbeit mit MC Lyte entstehen. Derzeit (Stand Januar 2011) ist im Handel jedoch kein Album von ihr vorhanden, auch nicht unter ihrem Künstlernamen Shar J.
Dafür war sie im Jahr 2010 in der siebten Staffel der US-amerikanischen Version der britischen Abnehm-Reality-TV-Show Celebrity Fit Club zu sehen. Im gegnerischen Team spielte unter anderen Kevin Federline.

## Diskografie
- Let It Blow (Single, 2008)

## Filmografie (Auswahl)
- 1994: Willkommen im Leben (My So-Called Life)
- 1996: Grand Avenue
- 1999: Clueless – Die Chaos-Clique (Clueless)
- 1999–2001: Moesha
- 2001: Girlfriends
- 2006: Die Bernie Mac Show
- 2008: Alle hassen Chris (Everybody Hates Chris)